# Кавраки, Лидия
Ли́дия Е. Кавра́ки (греч. Λυδία Ε. Καβράκη, англ. Lydia E. Kavraki; род. Крит, Греция) — греческий и американский учёный в области информатики и робототехники, профессор факультетов информатики и биоинженерии Университета Райса, где она заведует научно-исследовательской лабораторией, а также профессор Бэйлорского медицинского колледжа при Техасском медицинском центре, где занимается исследованиями в рамках программы по структурной и вычислительной биологии и молекулярной биофизики. Известна своими работами в области планирования движений и биоинформатики, в частности за разработку метода вероятностной дорожной карты (PRM). Лауреат Премии имени Грейс Мюррей Хоппер от Ассоциации вычислительной техники (2000) и Президентской награды за менторство (2016), ежегодно присуждаемой преподавателям факультета Университета Райса за наставническую работу со студентами. Член-корреспондент Афинской академии наук (2017). Имеет h-индекс равный 65 и была процитирована более 22 340 раз.

## Биография

### Ранние годы и образование
Родилась и выросла на Крите (Греция). Отец Лидии был инженером-электротехником, что повлияло на интерес к информатике у дочери после того как у неё уже с раннего возраста проявился талант к этой науке.
Окончила Университет Крита (Ираклион) со степенью бакалавра в области информатики.
В 1995 году окончила Стэнфордский университет (Калифорния, США), получив степень доктора философии в области информатики под руководством Жан-Клода Латомба.

### Карьера
С 1997 года преподаёт в Университете Райса (Хьюстон, Техас, США).
Является профессором Бэйлорского медицинского колледжа при Техасском медицинском центре.
В конце 2016 года учёный получила грант на изучение рака от Техасского института профилактики и исследования рака (CPRIT).

## Членство в организациях
- 2002 — Фелло Фонда Альфреда Слоуна.
- 2004 — Фелло Международной технологической сети (WTN).
- 2004 — Фелло Американского института медицинской и биологической инженерии (AIMBE).
- 2008 — Фелло Ассоциации содействия развитию искусственного интеллекта (AAAI).
- 2010 — Фелло Ассоциации вычислительной техники (ACM).
- 2012 — Фелло Института инженеров электротехники и электроники (IEEE).
- 2012 — Фелло Американской ассоциации содействия развитию науки (AAAS).
- 2012 — Член Техасской академии медицины, инженерии и науки (TAMEST).
- 2012 — Член Национальной академии медицины США (NAM).
- и др.[1]

Входит в редакционные коллегии рецензируемых научных журналов «The International Journal of Robotics Research», «IEEE/ACM Transactions on Computational Biology and Bioinformatics», «Computer Science Review», «Journal of Big Data» и «PeerJ Computer Science», редакционный комитет «Annual Reviews for Robotics, Control, and Autonomous Systems», а также является членом редакционно-консультативного совета «Springer Tracts in Advanced Robotics».

## Награды и премии
- 1997—2002 — Премия «CAREER» от Национального научного фонда[18]
- 2000 — Премия имени Грейс Мюррей Хоппер от Ассоциации вычислительной техники[9].
- 2001 — Whitaker Investigator[1].
- 2002 — «10 блестящих учёных» по версии научно-популярного журнала «Popular Science»[19].
- 2002 — Награда за раннюю научную карьеру от Общества робототехники и автоматизации IEEE[20].
- 2002 — «Топ-100 инноваторов со всего мира» по версии журнала «MIT Technology Review[англ.]»[21].
- 2004 — Награда Чарльза Дункана за выдающиеся научные достижения[22].
- 2012 — Награда «Женщины в науке» от корпорации BioHouston[23].
- 2015 — Награда за лидерство в технических науках от Института Аниты Борг[24].
- 2016 — Президентская награда за менторство.
- 2017 — Премия «Athena Lecturer» от ACM[25][26][27].
- и др.[1]

## Публикации
Лидия Кавраки имеет более 200 публикаций в рецензируемых научных журналах и докладов на конференциях.
Является соавтором учебника «Principles of Robot Motion» издательства «MIT Press».